# Thérèse philosophe

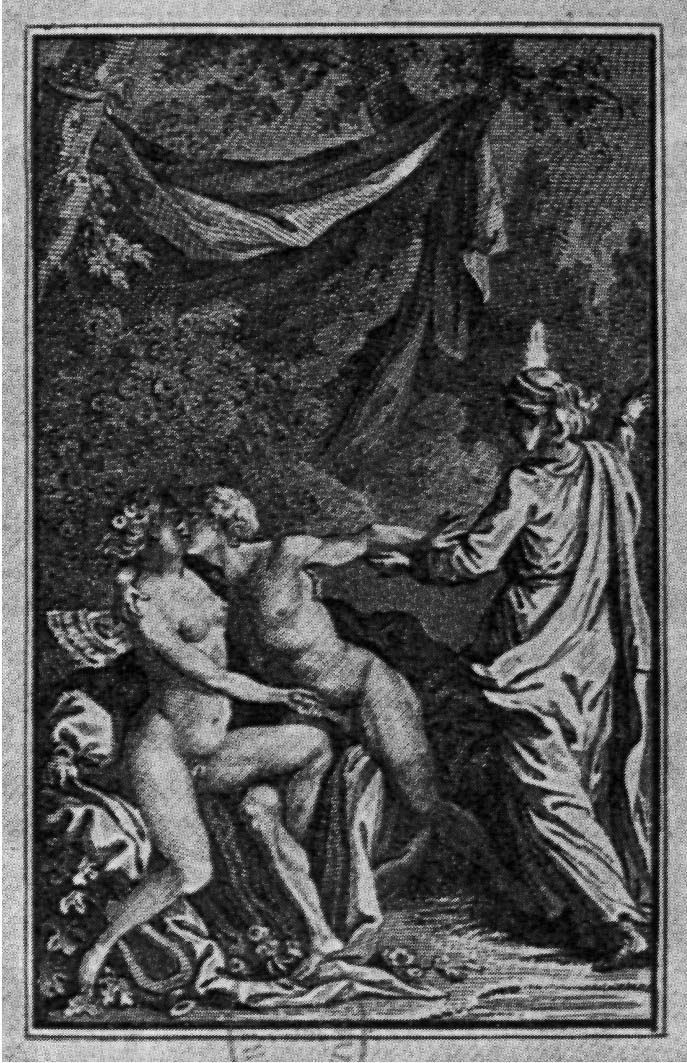
Illustration von François-Rolland Elluin für Thérèse philosophe, 1785.

Thérèse philosophe, ou mémoires pour servir à l’histoire du Père Dirrag et de Mademoiselle Éradice (französisch; „Thérèse, die Philosophin, oder Denkwürdigkeiten zur Geschichte des Paters Dirrag und der Mademoiselle Eradice“), kurz: Thérèse philosophe, ist ein 1748 erschienener französischer Roman und gilt als eines der bedeutendsten libertinen Werke des 18. Jahrhunderts. Als Verfasser wird Jean-Baptiste de Boyer, Marquis d’Argens vermutet.

## Handlung

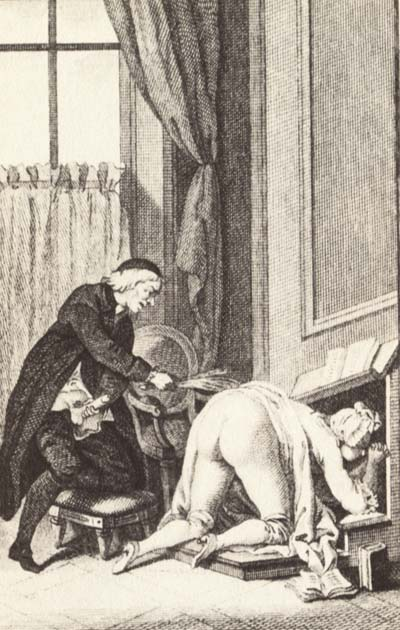
Illustration von Antoine Borel für Thérèse philosophe, Pater Dirrag missbraucht Eradice.

Die Geschichte der Thérèse ist die der Abkehr von der Autorität der christlichen Kirche, hin zur Position der radikalen atheistischen Aufklärung eines Julien Offray de La Mettrie. In der Handlung des Romans wechseln sexuelle Aktivitäten der Hauptfiguren mit Diskussionen über philosophische Fragen ab, die sie zu höherer Erkenntnis führen. Der Text spiegelt damit – bei aller Vereinfachung – eine zentrale aufklärerische These wider: In der Natur gibt es nichts moralisch Böses, und eine vernünftige Sittlichkeit beruht nicht auf der Verleugnung der natürlichen Regungen, sondern dem Versuch, sie zu verstehen.
Die blasphemische Schlüsselszene zu Beginn der Erzählung, durch die Thérèse zur Abwendung von der Religion geführt wird, entspringt einem europaweit bekannt gewordenen Skandal der 1730er Jahre. Dem Jesuitenpater Jean-Baptiste Girard wurde vorgeworfen, die Bürgertochter Marie-Catherine Cadière im Beichtstuhl zum Geschlechtsverkehr verführt zu haben. (Die im Titel erscheinenden Namen des „Paters Dirrag“ und der „Mademoiselle Eradice“ sind Anagramme der Nachnamen „Girard“ und „Cadière“.) Durch eine Türöffnung beobachtet Thérèse, wie der Jesuit sein ohnehin zu religiöser Trance neigendes Beichtkind unter dem Vorwand der Buße durch Geißelung in einen Zustand der Ekstase versetzt und ihm dann eine spirituelle Durchdringung ankündigt. Über den Geschlechtsverkehr a tergo täuscht er Eradice, indem er ihr einredet, was sie erlebe, geschehe durch die Berührung mit einer Reliquie, nämlich dem Rest einer Kordel des Heiligen Franziskus.